# Eesti Punane
L'eesti punane est une race bovine estonienne. Son nom international est estonian red cattle.

## Origine
C'est une race ancienne, probablement issue de l'importation de races du rameau rouge de la Baltique, croisées avec la race Eesti Maatõug. Le but était de créer une race à haut potentiel beurrier. Le registre généalogique a été ouvert en 1885. Dans les années 1960, elle a reçu l'influence d'importation de semence et de taureaux angeln, danoise rouge puis red holstein et jersiaise. Les vaches ont été testées pour améliorer la génétique du troupeau. Actuellement, c'est une race en déclin. De 492 000 en 1880, l'effectif est passé à 168 000 en 1990 et à 60 000 en 1997, dont 12 000 vaches et 30 taureaux inscrits. La semence de 66 mâles a été stockée.

## Morphologie
Elle porte une robe rouge acajou. Ses muqueuses sont couleur chair et elle ne porte pas de cornes. La vache mesure 135 cm au garrot pour 550 kg et le taureau 145 cm pour 1 000 kg.

## Aptitudes
C'est une race classée laitière. Elle produit 5 000 kg par lactation d'un lait  riche en matières grasses (4,42 %) et en protéines. (3,36 %) 